# Robert z Craonu

Erb Roberta z Craonu

Robert z Craonu zvaný Robert le Bourguignon († 13. ledna 1149) byl druhým velmistrem Templářských rytířů v letech 1136–1146. Narodil se na přelomu 12. století, jako nejmladší ze tří synů Renauda z Craonu. Usadil se v Akvitánii a byl zasnouben s dcerou lorda Angoumoins, jíž se ale vzdal. Pak cestoval do Palestiny, kde byl přítomen založení templářského řádu. Brzy se ukázala jeho udatnost v bitvách a zbožnost, v roce 1136 po smrti Huga z Payns byl vybrán jako nový velmistr, v této funkci se ukázal jako skvělý organizátor a zákonodárce. 29. března 1139 papež Inocenc II. vydal bulu Omne Datum Optimum, kterou osvobodil templáře od desátků a udělal je nezávislým na světské moci. Po Robertovi z Craonu se stal velmistrem Evrard z Barres.